# La Maddalena
La Maddalena (A Madalena in corso, Sa Madalena in sardo) è un comune italiano di 10 433 abitanti della provincia della Gallura Nord-Est Sardegna (il più a nord della Sardegna) costituito dall'arcipelago di La Maddalena facente parte dell'omonimo parco nazionale, è formato da varie isole e isolotti, tra cui: l'omonima isola La Maddalena, Caprera, Santo Stefano, Spargi, Budelli, Santa Maria, Razzoli.
La città di La Maddalena iniziata a popolarsi attorno al 1770, sorge a sud dell'isola principale e si affaccia verso il comune di Palau.

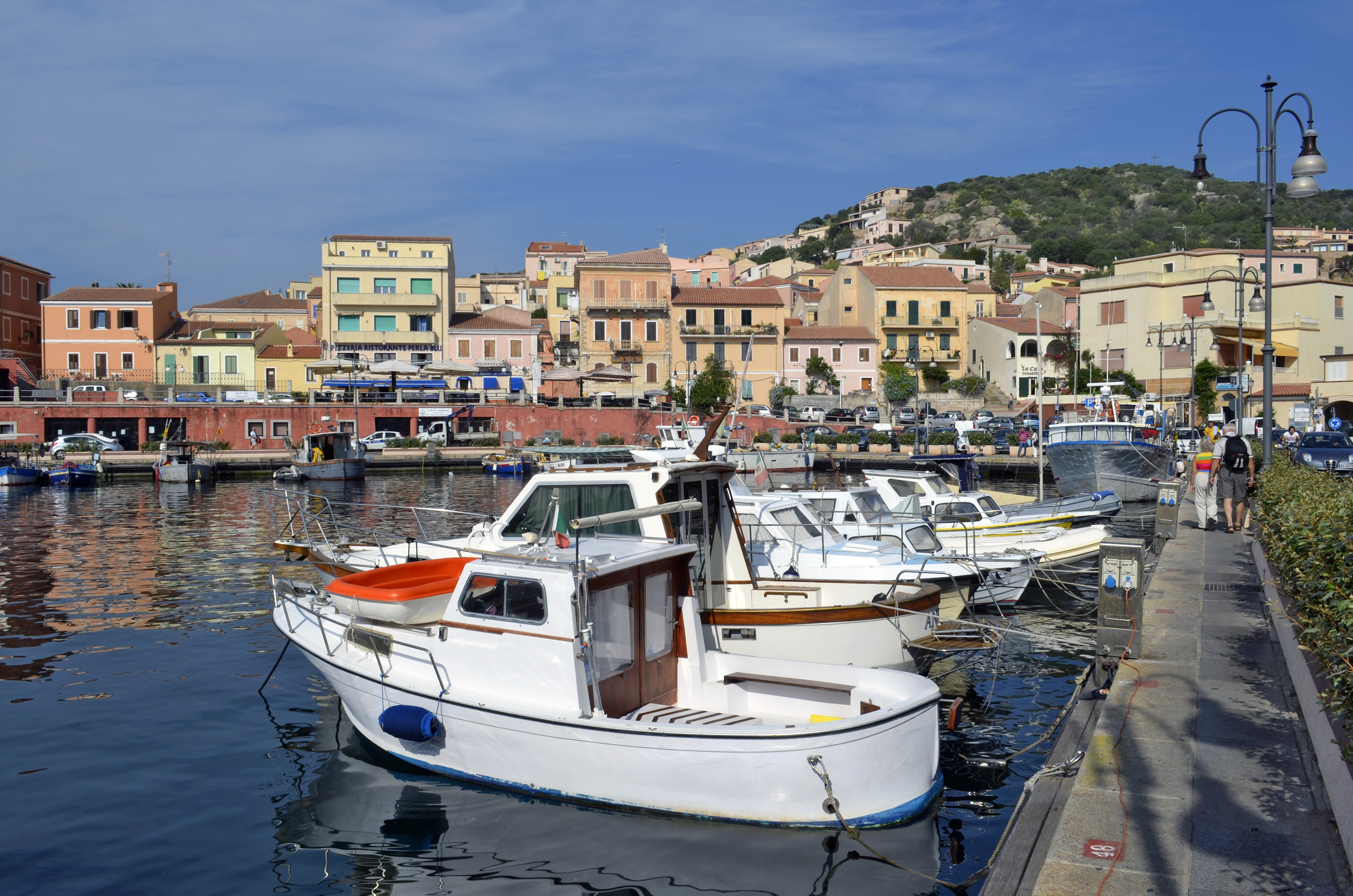
Vista di La Maddalena (Cala Gavetta)

## Storia
Le prime tracce di frequentazione umana risalgono al neolitico (vi sono stati ritrovamenti nei tafoni verso le spiagge di Spalmatore). Nel medioevo il suo territorio, appartenente al giudicato di Gallura, fu abitato solo da alcuni monaci, per poi essere abbandonato fino al XVII secolo, quando vi si stabilirono dei pastori còrsi provenienti dall'Alta Rocca.
Ancora poco popolato, il ministro sabaudo Bogino lo fece occupare, nel 1767, da un distaccamento militare: tre anni più tardi nacque il primo agglomerato urbano a Cala Gavetta e così, in venti anni, si assistette a un significativo sviluppo in tutto l’arcipelago.
Il 23 febbraio 1793 l'isola dovette fronteggiare il tentativo d'invasione dell'esercito francese al cui comando c'era un giovanissimo ufficiale corso di nome Napoleone Buonaparte. I francesi vennero fermati dalla flotta sarda comandata dal maddalenino Domenico Millelire, che divenne la prima medaglia d'oro al valor militare della marina italiana. Allorché i francesi attaccarono la Sardegna, una squadra di 32 navi comparve nel febbraio a La Maddalena e ne bombardò il forte e il borgo, difesi da circa 500 uomini. Napoleone, che faceva parte del corpo di spedizione, tentò uno sbarco e vi riuscì occupando l'isola di Santo Stefano; ma i sardi lo contrattaccarono e lo costrinsero a ripiegare e ad imbarcarsi, finché la squadra francese dovette desistere dall'impresa.
All'inizio del XIX secolo l'isola fu scelta come base per il blocco contro i francesi deciso dall'ammiraglio inglese Horatio Nelson.
Nel 1856 l’isola di Caprera divenne dimora di Giuseppe Garibaldi.

### Simboli
Lo stemma di La Maddalena è stato concesso con regio decreto del 18 giugno 1893.
Il gonfalone è un drappo partito di azzurro e di bianco.

## Monumenti e luoghi d'interesse
La Maddalena fa parte del circuito "I borghi più belli d'Italia" e molte sue spiagge sono state insignite della bandiera blu per la qualità dell'ambiente.

### Architetture religiose

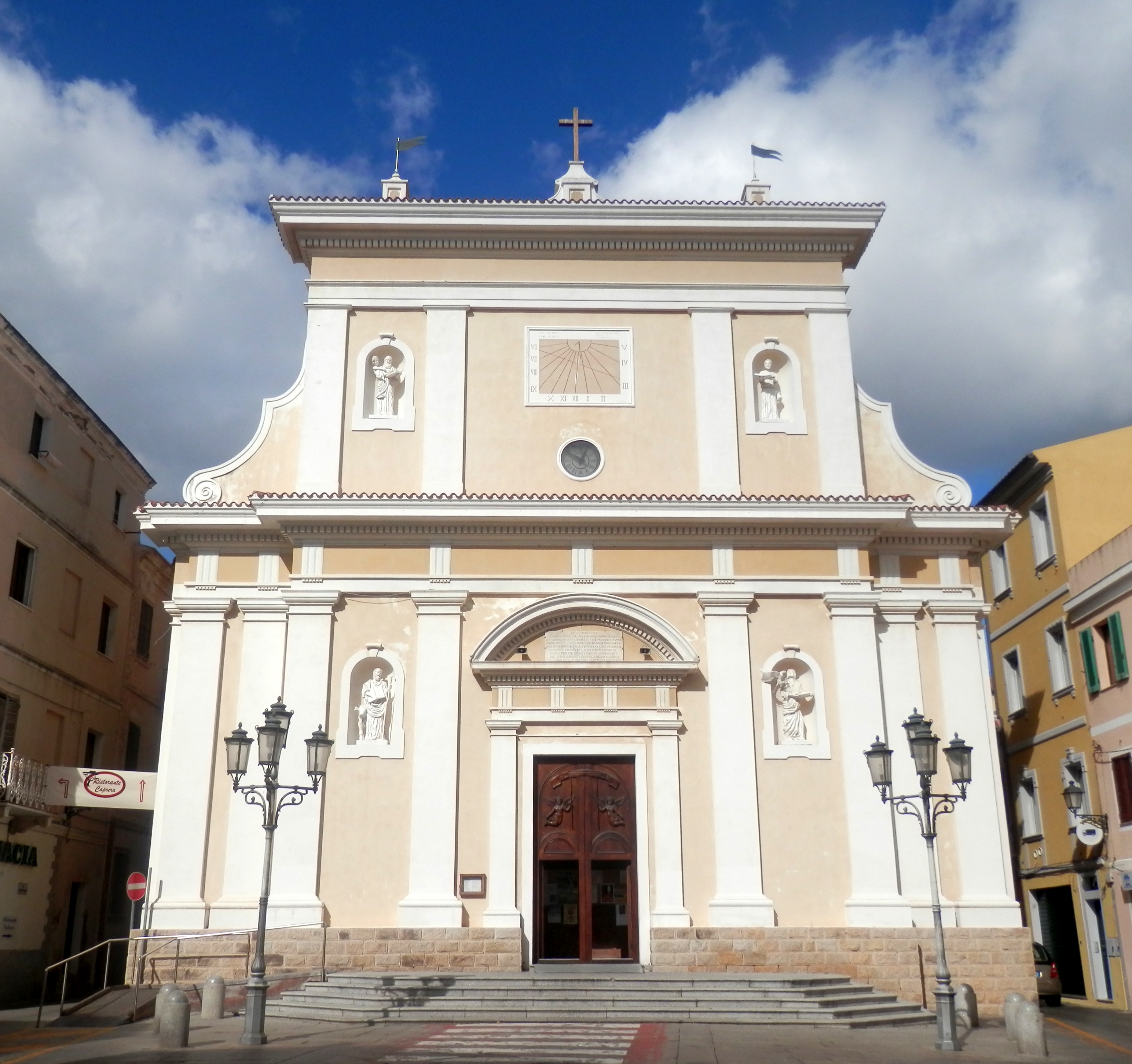
Chiesa di Santa Maria Maddalena

- Chiesa di Santa Maria Maddalena
- Chiesa della Trinita
- Chiesa della Madonna della Pace

### Architetture civili
- Compendio garibaldino, l'arcipelago è noto anche per essere stato l'ultima dimora dell'Eroe dei Due Mondi Giuseppe Garibaldi che costruì, a Caprera la famosa "Casa bianca", oggi casa Museo aperta al pubblico. Nel sito è possibile visitare la tomba dove riposa il Generale, figura simbolo del Risorgimento italiano.
- Villa Webber, edificata alla metà del XIX secolo[13], appartenne ad una facoltosa famiglia inglese. Nel 1943 vi fu imprigionato Benito Mussolini. Attualmente si trova in stato di abbandono.

### Luoghi di interesse naturalistico

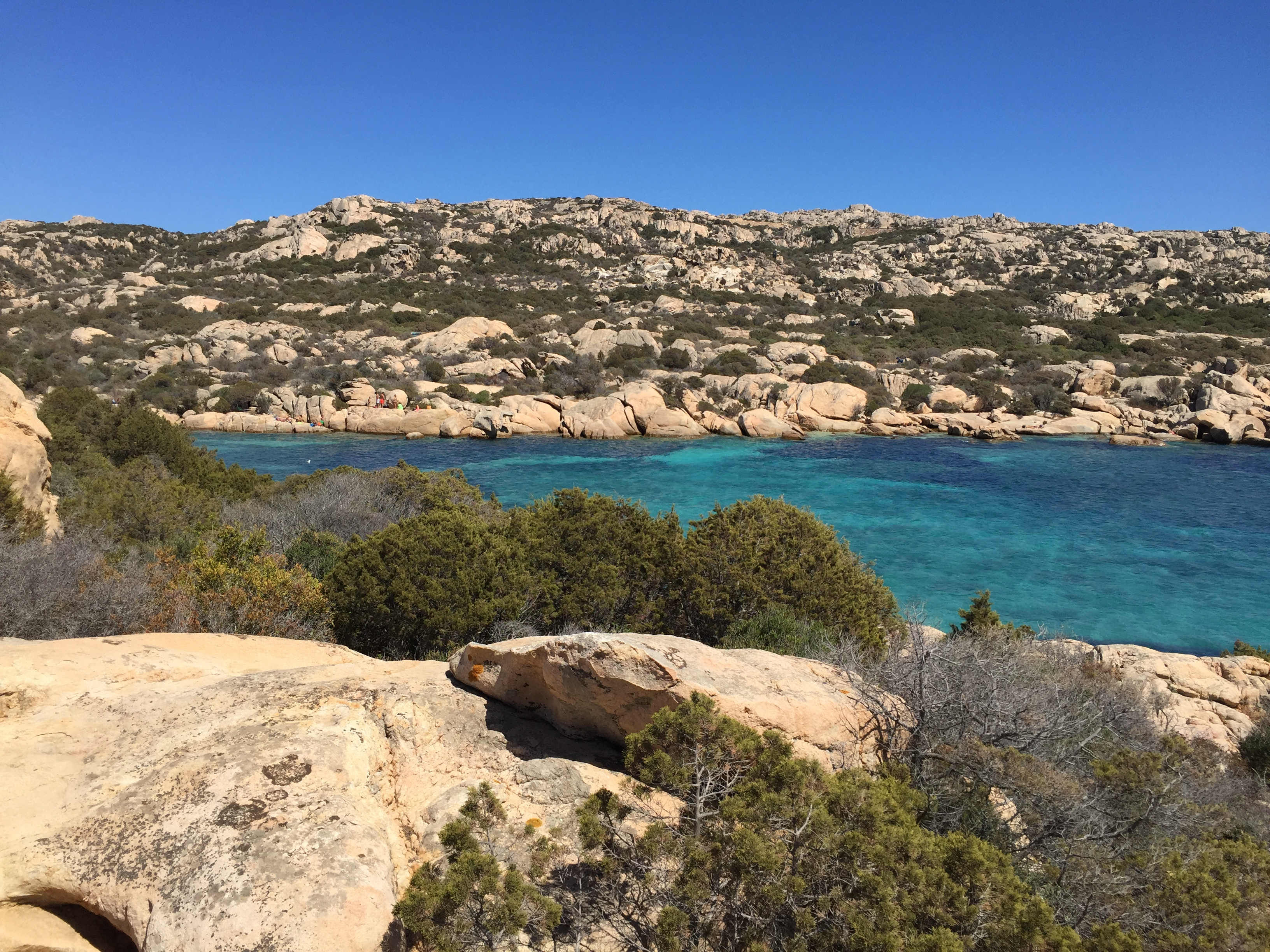
Cala Francese

La Maddalena e l'intero arcipelago sono compresi all'interno del Parco Nazionale dell'Arcipelago di La Maddalena, un'area protetta marina e terrestre di interesse nazionale e comunitario. Rinomata località turistica, ha nel suo territorio molte spiagge, come la celebre Spiaggia Rosa, arenile a massima protezione ambientale situato a nord ovest dell'Arcipelago nell'isola di Budelli, famosa per essere stata il set del film Il deserto rosso di Michelangelo Antonioni.
Il sito delle cave di granito di Cala Francese è parte del Parco geominerario storico ed ambientale della Sardegna (Area 4 - Argentiera, Nurra, Gallura).

## Società

### Evoluzione demografica
Abitanti censiti

In base ai dati del censimento 2001 nel territorio comunale sono stati rilevati 11 369 abitanti residenti, dei quali 10 689 abitanti (pari al 94%) nel centro urbano di La Maddalena. La restante popolazione sparsa ammonta a 680 unità.

#### Popolazione
Secondo una rilevazione statistica risalente al 1913 degli 8 827 abitanti di La Maddalena il 48,8% era nativo dell'isola (principalmente di origine còrsa e sardo-gallurese), il 28,9% proveniva dal resto della Sardegna (in larga maggioranza dalla Sardegna settentrionale), l'8,7% dall'Italia settentrionale, l'8,4% dall'Italia meridionale e dalla Sicilia e il 4,3% dall'Italia centrale, mentre lo 0,6% proveniva dalla Corsica, Francia e resto del mondo. Al 31 dicembre 2010 la popolazione straniera ammontava a 659 unità, pari al 5,54% della popolazione totale. Tra questi, la nazionalità più rappresentata in percentuale sul totale della popolazione residente era quella rumena con 268 residenti (pari al 2,25%).

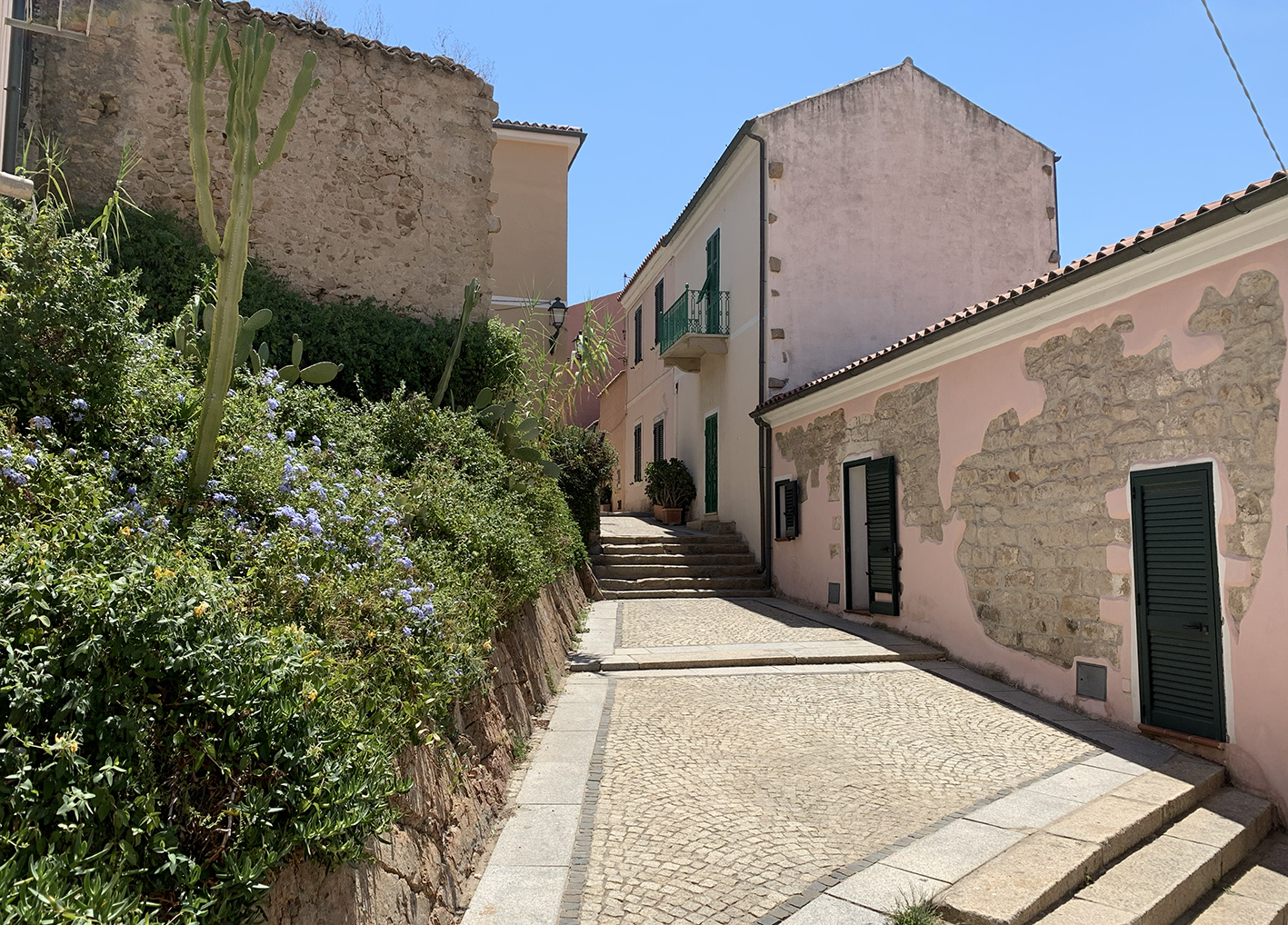
I vicoli nel centro storico, chiamati in dialetto "carrugghji"

### Lingue e dialetti
Il dialetto parlato a La Maddalena (isulanu) è frutto di immigrazioni dalla Corsica nel Settecento (e quindi relativamente recenti). Esso può essere considerato un dialetto della lingua corsa e presenta delle somiglianze in particolare con le parlate dell'entroterra di Bonifacio e Porto Vecchio, anche se con alcune sfumature caratteristiche a causa delle contaminazioni genovesi, spezzine e ponzesi. I dialetti della vicina Gallura si presentano invece più affini alle varianti conservative del Sartenese e dell'Alta Rocca.
In particolare, il maddalenino si distingue per l'innovazione nell'uso degli articoli ("u", "i", "a" come in còrso, mentre in gallurese "lu", "li", "la"), il mantenimento del gruppo "qu" ("quistu" vs. gall. "chistu", "quiddu" vs. gall. "chiddu"), la conservazione della "v" non betacizzata ("avà" vs. gall. "abà"), il mantenimento della pronuncia della -r- fino all'ipercorrezione ("portu" vs. gall. "poltu", "durci" vs. gall. "dulci") e l'impiego di un lessico aderente a quello odierno del corso meridionale ("acqua" vs. gall. "ea", "nosciu" vs. gall. "nostru", "zitèddu" vs. gall. "stèddu", "nun" vs. gall. "non"). Per queste caratteristiche può rientrare a pieno titolo tra i dialetti del sud della Corsica. L'intercomprensione reciproca tra còrso meridionale e maddalenino è in ogni caso pressoché assoluta.

## Cultura

### Eventi

#### Giochi senza frontiere
Nel 1982 La Maddalena ospitò una puntata di Giochi senza frontiere.

#### Premio Solinas
A La Maddalena è nato nel 1985 e si è tenuto fin dagli esordi il Premio Solinas, dedicato alla scrittura per il cinema e intitolato allo sceneggiatore sardo Franco Solinas.

#### Il G8

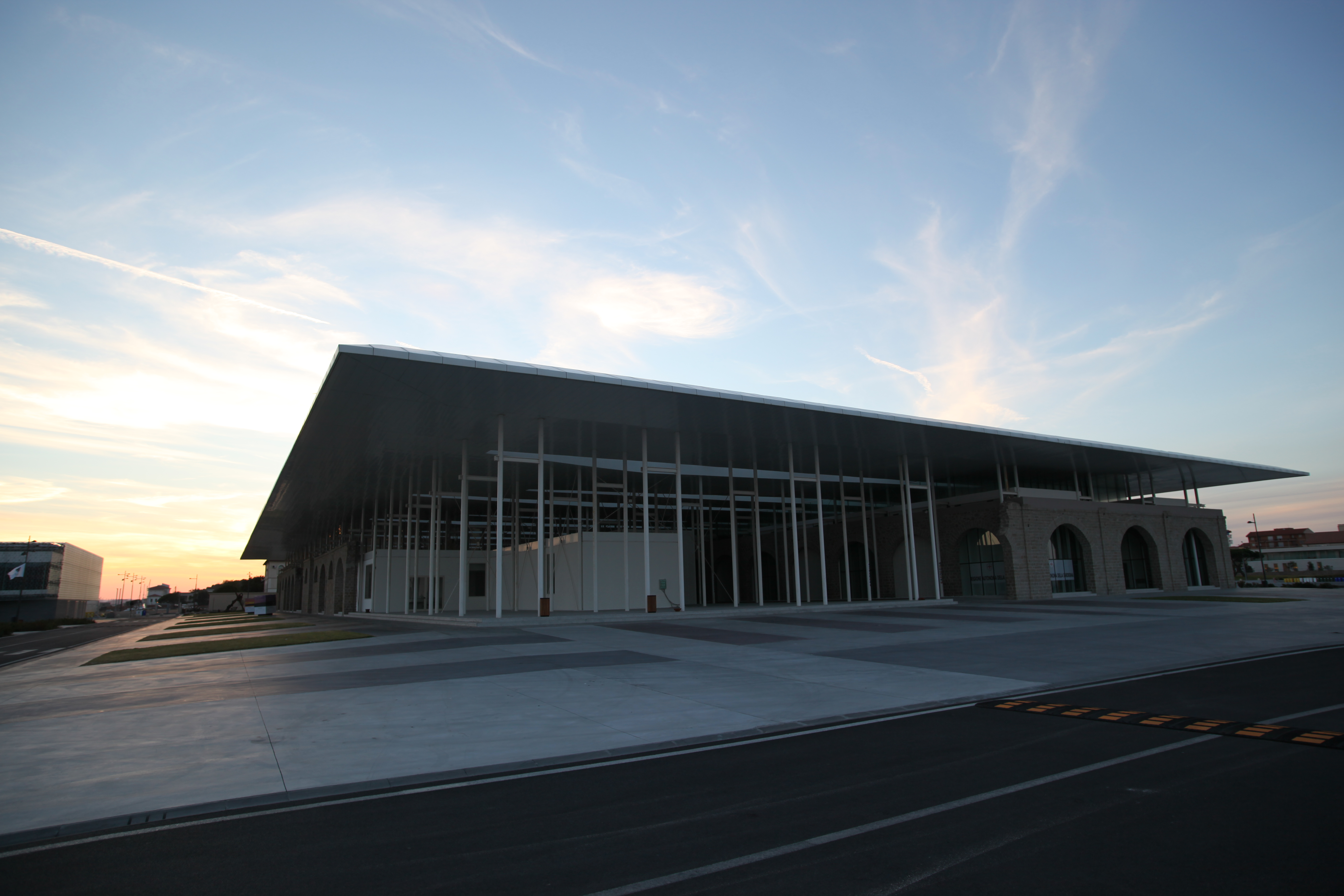
L'arsenale ristrutturato per il G8.

Nel luglio 2009 avrebbe dovuto ospitare l'incontro del G8, ma il 23 aprile 2009, a lavori già avviati, Silvio Berlusconi (dopo che nella primavera 2008 erano già circolate voci su un possibile spostamento a Napoli) decide di spostare l'evento a L'Aquila, reduce dal terremoto del 6 aprile. Questa scelta è stata molto criticata dalle autorità e dalla popolazione locale, che vedevano il G8 come un punto di partenza per lo sviluppo della zona.

## Economia

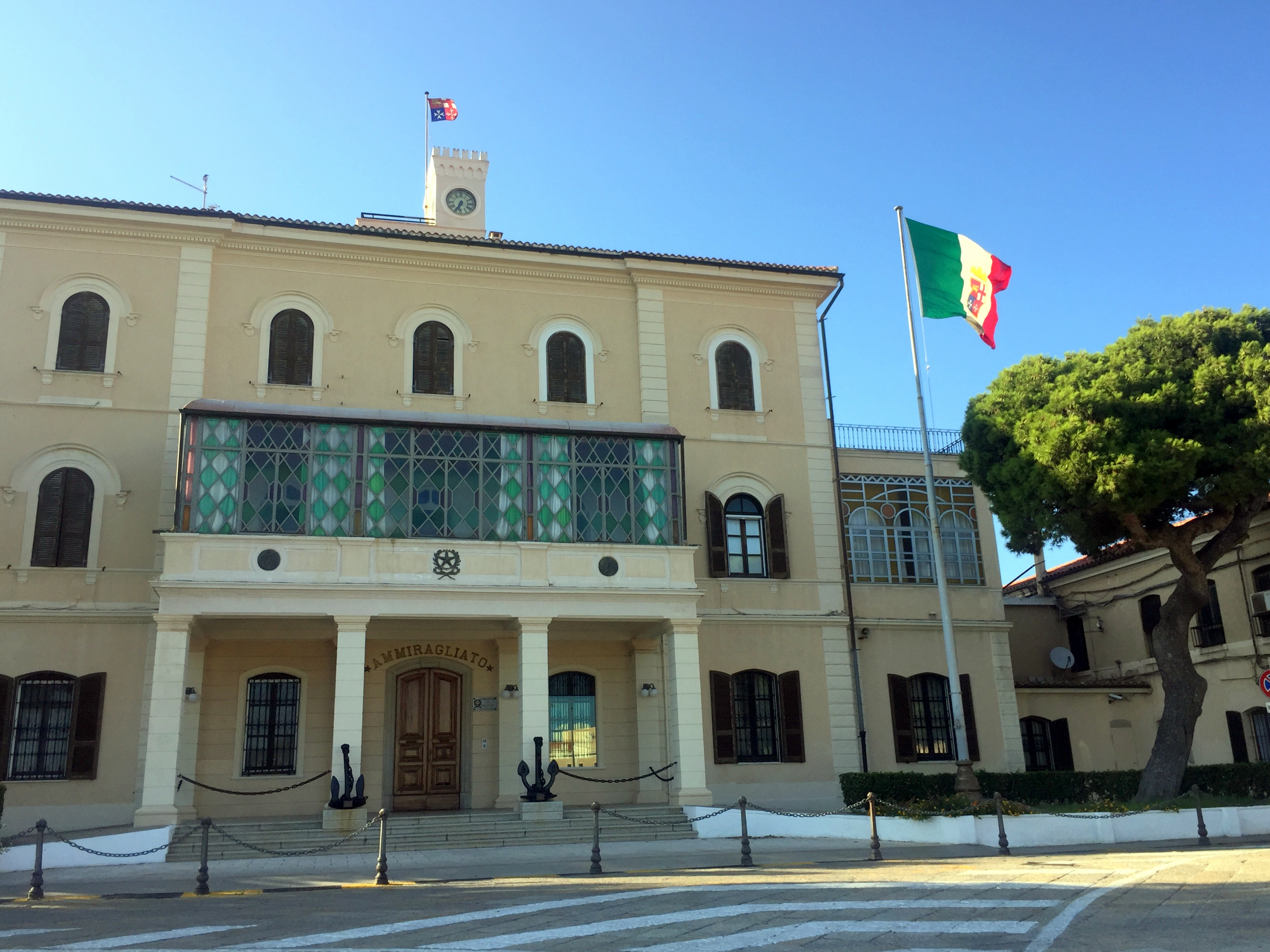
La sede dell’Ammiragliato

La piazzaforte militare ha rappresentato la principale risorsa economica per almeno un secolo ma oggi ha perso molta della sua importanza strategica considerato anche che la base statunitense di appoggio sommergibili presente sull'isola di Santo Stefano è stata dismessa definitivamente il 25 gennaio 2008. Tuttavia, l'isola ospita ancora una Scuola Sottufficiali della Marina Militare Italiana, oltre a essere sede di Compartimento Marittimo e dell'importante centro di controllo del traffico marittimo delle Bocche di Bonifacio.
Molto importante per l'economia maddalenina è stata per quasi due secoli la cava di granito situata presso Cala Francese, rinomata per la qualità del materiale: infatti le 'opere' realizzate dagli scalpellini maddalenini venivano richieste in tutto il mondo. Importante è stato anche il Mercato di La Maddalena, situato vicino al comune, che negli anni ha perso molti negozi interni.
La pesca è poco praticata e quasi esclusivamente con nasse e reti a causa della zona scogliosa e del parco protetto.

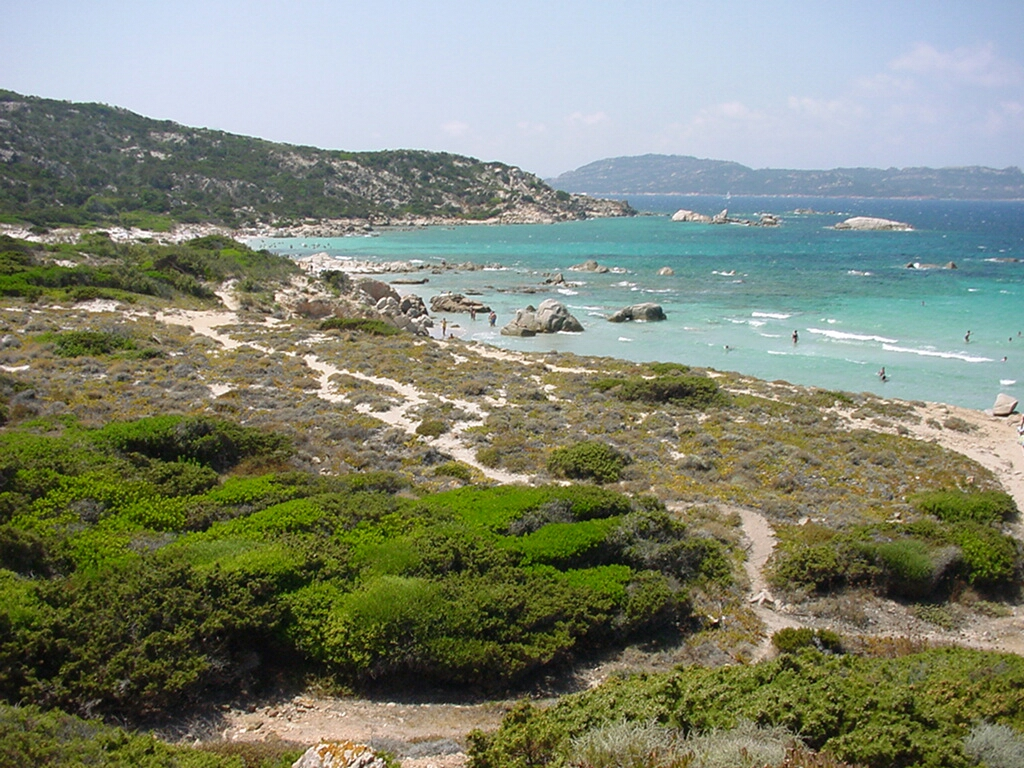
Spiaggia di Bassa Trinita

### Turismo
Il turismo balneare e naturalistico grazie anche al parco marino transfrontaliero, rappresenta senz'altro il futuro di questo arcipelago. La Maddalena è rinomata in tutto il mondo per le sue spiagge e per la limpidezza e la trasparenza delle sue acque che ricordano quelle caraibiche. Le più importanti spiagge maddalenine sono:
- Bassa Trinita
- Spalmatore (e l'adiacente Costone)
- Monti d'a Rena (che prende il nome dalla montagna di sabbia sul lato destro)
- Cardellino
- Carlotto (Cala Francese)
- Cala Lunga
- Punta Tegge (con la sua ampia scogliera)
- Nido d'Aquila
- Abbatoggia (le spiagge del Morto, dello Strangolato e altre piccole insenature)

## Infrastrutture e trasporti
L'isola è raggiungibile esclusivamente via mare da Palau, con collegamenti anche notturni e intervallo massimo di un'ora. Il prospetto degli orari dei collegamenti, variabili da stagione a stagione, è approvato con ordinanza della locale Capitaneria di Porto. Sulla rotta Palau - La Maddalena operano:
- Delcomar (Isola di Caprera, Isola di Santo Stefano, Isola Maddalena, Enzo D), che effettua anche il servizio notturno.
- Maddalena Lines (Pace) solo nel periodo estivo.

## Amministrazione
| Periodo          | Periodo          | Primo cittadino        | Partito                               | Carica  | Note   |
| ---------------- | ---------------- | ---------------------- | ------------------------------------- | ------- | ------ |
| 1981             | 1983             | Romeo Armellini        |                                       | Sindaco |        |
| 1983             | 1985             | Giuseppe Deligia       | Democrazia Cristiana                  | Sindaco |        |
| 1985             | 1987             | Antonio Fonnesu        | Democrazia Cristiana                  | Sindaco |        |
| 1989             | 1990             | Franco Del Giudice     | Partito Repubblicano Italiano         | Sindaco |        |
| 1990             | 1991             | Angelo Comiti          |                                       | Sindaco |        |
| 1991             | 1991             | Pietro Dettori         |                                       | Sindaco |        |
| 1991             | 1992             | Giuseppe Deligia       | Democrazia Cristiana                  | Sindaco |        |
| 1993             | 1993             | Roberto Brocca         |                                       | Sindaco |        |
| 21 novembre 1993 | 16 novembre 1997 | Gennaro Pasquale Serra | Coalizione mista di centro            | Sindaco | [ 19 ] |
| 16 novembre 1997 | 26 maggio 2002   | Mario Birardi          | L'Ulivo                               | Sindaco | [ 20 ] |
| 26 maggio 2002   | 8 maggio 2005    | Rosanna Giudice        | lista civica                          | Sindaco | [ 21 ] |
| 8 maggio 2005    | 30 maggio 2010   | Angelo Comiti          | lista civica                          | Sindaco | [ 22 ] |
| 30 maggio 2010   | 31 maggio 2015   | Angelo Comiti          | lista civica "Presente per il Futuro" | Sindaco | [ 23 ] |
| 31 maggio 2015   | 26 ottobre 2020  | Luca Carlo Montella    | lista civica "Insieme a Voi"          | Sindaco | [ 24 ] |
| 26 ottobre 2020  | in carica        | Fabio Lai              | lista civica "Ripartiamo"             | Sindaco | [ 25 ] |

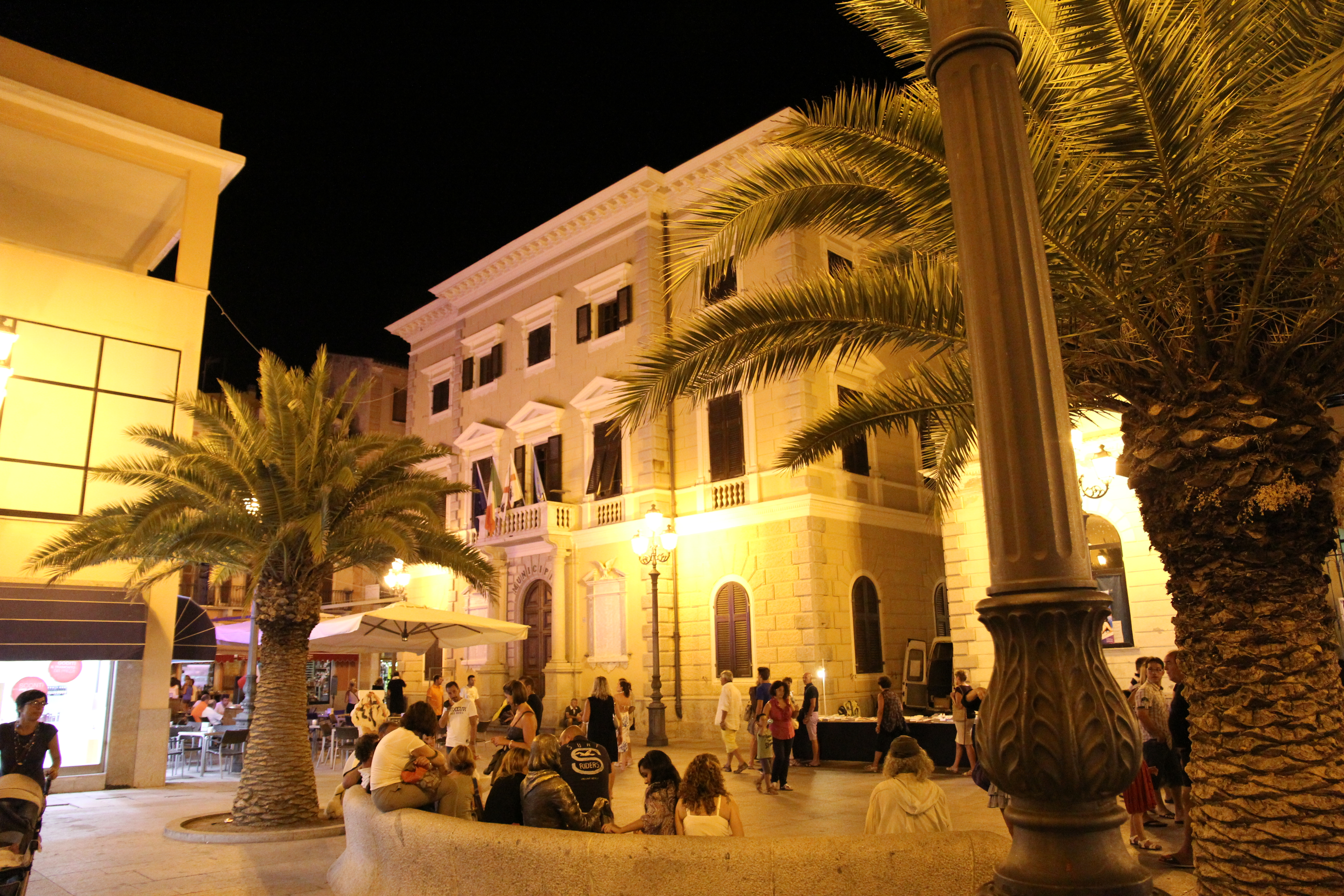
Il municipio.

- Cap: 07024 La Maddalena (capoluogo), 07020 Isola di Caprera (Stagnali), 07020 Moneta

### Gemellaggi
La Maddalena è gemellata con le seguenti città:
- Ajaccio
- Nizza

## Sport

### Eventi sportivi
Il 12 maggio 2007 sul suo territorio comunale si è svolta la prima tappa del Giro d'Italia 2007 con partenza dall'isola di Caprera e arrivo nel centro di La Maddalena. La tappa, in onore del bicentenario della nascita di Giuseppe Garibaldi, una cronometro a squadre di 26 chilometri, è stata vinta dall'italiana Liquigas.

### Calcio
- Ilvamaddalena  -  Serie D
- Atletico Maddalena Calcio- Seconda Categoria regionale (calcio maschile)
- Caprera Calcio - Serie B Femminile (Girone A) (calcio femminile)
- Caprera calcio - open 11 c.s.i. girone riviera di Gallura (calcio maschile)

### Pallacanestro
- G.S. Corona Basket - Serie B2 nazionale (pallacanestro maschile) Società non più attiva.
- A.S. Basket Insieme - Promozione maschile - Settore giovanile - Minibasket
- N.O.V.A. La Maddalena - Basket

### Pallavolo
- U.S. Garibaldi - Pallavolo maschile: in passato partecipante ai campionati Nazionali di serie B1 e B2 - Pallavolo femminile: Serie B2 nazionale. Più di 20 titoli regionali giovanili vinti nella sua storia

### Tennis
- Atletico Maddalena Tennis A.S.D. (2014-2015) - Campionato Regionale Serie D4.(tennis maschile) D2 (tennis femminile)
- Tennis Club Moneta 2021 A.S.D. - Campionato Invernale I Serie (tennis maschile) - Serie C (tennis maschile) - Serie D (tennis maschile)
- Tennis Club Andrea Novelli A.S.D. - Campionato Regionale Serie D1/D2 (tennis maschile)